# 둥시후구

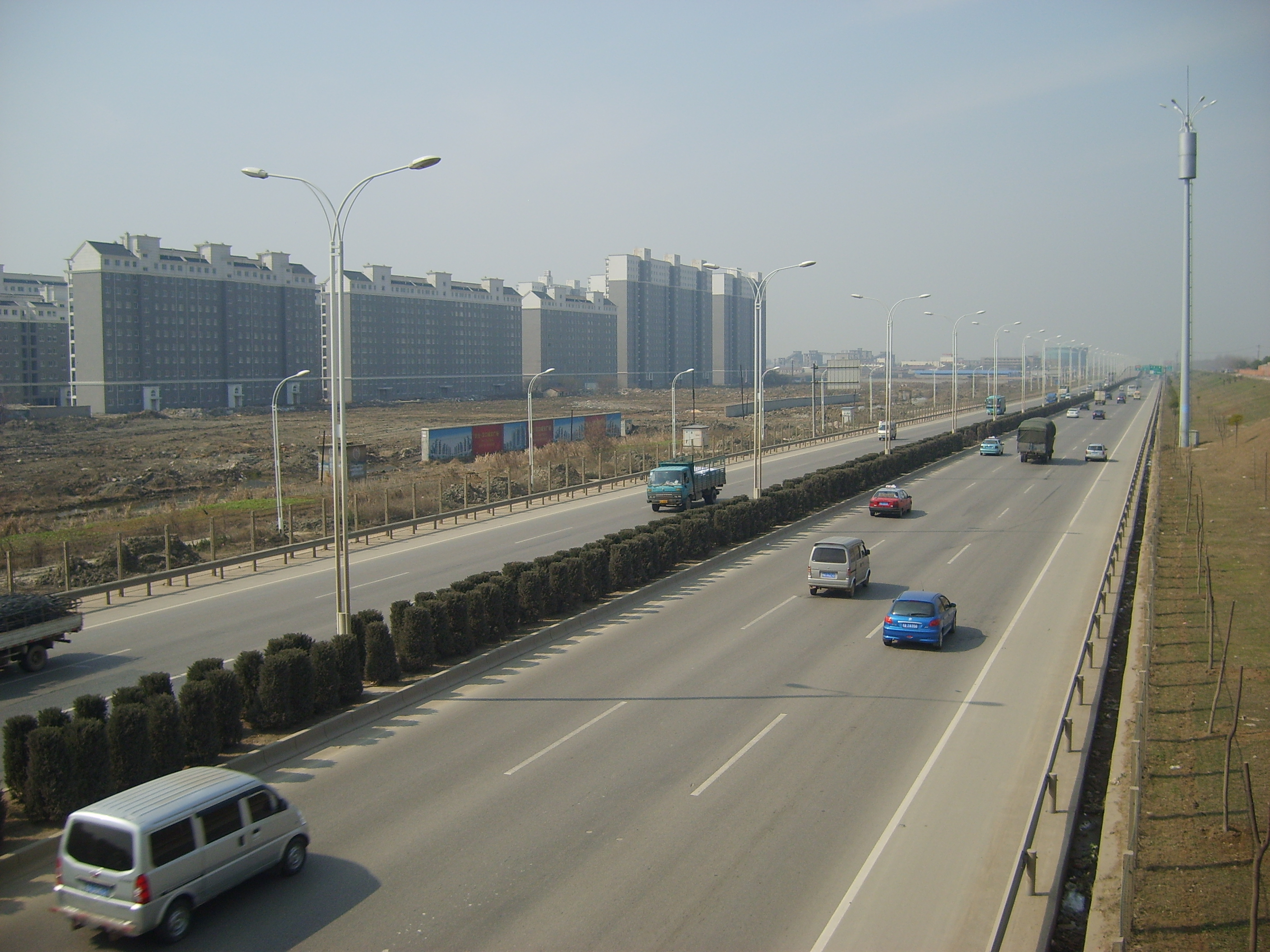

둥시후구(한국어: 동서호구, 중국어: 东西湖区, 병음: Dōngxīhú Qū)는 중화인민공화국 후베이성 우한시의 현급 행정구역이다. 넓이는 439km2이고, 인구는 2007년 기준으로 260,000명이다.

## 행정 구역
11개 가도를 관할한다.
- 가도: 吴家山街道、长青街道、慈惠街道、走马岭街道、新沟镇街道、径河街道、金银湖街道、将军路街道、辛安渡街道、东山街道、柏泉街道